# Valdeir Batista
Valdeir de Andrade Batista (Ipubi, 10 de outubro de 1936 — Recife, 25 de julho de 2025) foi um político brasileiro. Foi Vereador, Deputado e prefeito do município de Araripina.

## Biografia
Nascido em 10 de outubro de 1936 em Serra Branca, na época distrito de Ouricuri, hoje distrito de Ipubi. Mudou-se com a família para Araripina aos 6 anos de idade onde foi alfabetizado e fez o seu curso primário, hoje ensino fundamental, aos 14 anos foi estudar na cidade do Crato/CE onde concluiu durante quatro anos o curso do ensino médio. Por falta de oportunidade de estudo e trabalho na região resolveu ir para o Rio de Janeiro onde formou-se em contabilidade e morou por cinco anos. Lá trabalhou dois anos em empresa privada e três anos em banco, especializando-se em contabilidade, principalmente em contabilidade bancária. Voltou para Araripina em 1962 e estabeleceu-se com um escritório de contabilidade, onde fazia a contabilidade de várias empresas, inclusive das cidades circunvizinhas. Em 1964 o Bandepe (Banco do Estado de Pernambuco) instalou-se com uma agência   em Araripina e o convidou para ser contador da agência. Mais tarde, assumiu a sub-gerência da mesma. Trabalhou sete anos no Bandepe chegando a assumir a gerência de Araripina, Belém do São Francisco e Belo Jardim. Em 1970 desligou-se do Bandepe e iniciou a trajetória privada na cidade de Araripina, com uma pequena tecelagem e fabricação de sacos de tecidos de algodão. Depois implantou uma fiação chegando a dar 600 empregos na cidade de Araripina. Em 1973 foi eleito vereador de Araripina, onde exerceu o seu mandato de 1974 a 1977. Foi por dois mandatos Deputado Estadual, de 1991 a 1998. Depois, em 2004 foi eleito Prefeito de Araripina e exerceu o seu mandato de 2005 a 2008. Tendo aí parado as suas atividades políticas, passando a dedicar-se exclusivamente a atividade privada, dividindo-se entre as suas residências em Araripina e Recife. Na capital, está estabelecido o escritório central das suas empresas. Casado com Edna de Sá Rodrigues Batista, araripinense, com a qual teve quatro filhos. Valdeir Jr, casado com Annelene Lundgren, que tiveram 2 filhos, Marina e João Felipe. Edna Patrizia Casada com Pedro Barbosa, que tiveram 3 filhos, Valdeir Neto, Pedro e Antônio. Valdner, casado com Isabella Santini, que tiveram dois filhos: Antônio Guilherme e Maria Clara. Vladimir, casado com Renata Araújo, que tiveram dois filhos, Lucas e Gabriel. Valdeir de Andrade Batista faleceu em 25 de julho de 2025, aos 88 anos de idade. Como legado, deixou uma história de vida íntegra, pautada na ética e bons valores morais. Praticou o bem ao longo da sua trajetória. Sua principal marca foi servir ao próximo, ajudando a sua região, à família, aos amigos, aos seus colaboradores e a todos que recorriam a ele em busca de auxílio. A sua jornada aqui na terra, inspirou a muitos que o conheceram pessoalmente ou através da sua história. O impacto positivo do seu exemplo e do seu legado continuam, através daqueles que tiveram o privilégio de sentir o seu amor pelo convívio ou por meio de testemunhos
Em dezembro de 2002, um avião particular de sua propriedade, que levava Valdeir, a esposa, uma sobrinha e um vereador de Araripina, durante o pouso em Araripina, saiu da pista por conta de um problema no trem de pouso, causando um incêndio e provocando a morte do Cmte. Mairson Campos Bezerra e do então vereador, Eduardo Rodovalho. Valdeir, a esposa, a sobrinha e o co-piloto saíram com ferimentos leves.
É irmão do, também ex-prefeito, Valdemir Batista de Souza.

## Vida Pública
Foi vereador do município de Araripina entre 1973 a 1977, época em que vereador não recebia remuneração. Em 1990 foi eleito para seu primeiro mandato como deputado estadual pelo PRN, com 15.280 votos, tendo sido reeleito em 1994. Em 2004 foi eleito prefeito de Araripina, tendo ficado como prefeito por apenas um mandato.

## Falecimento
Valdeir Batista, faleceu na sexta-feira 25 de Julho de 2025, aos 88 anos, no Hospital Português na cidade de Recife, o sepultamento aconteceu no Cemitério do Iracema, bairro Alto da Boa Vista, em Araripina - PE.